# 紫杉路站
紫杉路站是位于吉林省长春市南关区的一个轻轨车站，属于长春轨道交通3号线。

## 车站构造
两个侧式月台，为半地下车站。

## 历史
- 2006年12月26日 - 开通使用。
- 2021年4月15日 - 因施工暂时关闭。
- 2021年7月1日 - 重新开放。